# Castlevania: Symphony of the Night
Castlevania: Symphony of the Night, conocido en Japón como Akumajō Dracula X: Gekka no Yasōkyoku (悪魔城ドラキュラX 月下の夜想曲 Akumajō Dorakyura Ekkusu: Gekka no Yasōkyoku?, literalmente traducido al inglés como Devil's Castle Dracula X: Nocturne in the Moonlight), es un videojuego de acción-aventura de gráficos 2D desarrollado y publicado por Konami en el año 1997. Es el XIII episodio de las series de Castlevania, siendo este el primero lanzado para las consolas PlayStation y Saturn. Por otro lado, hablamos de una secuela directa de su antecesor solo lanzado en Japón: Akumajou Dracula X: Chi no Rondo para la plataforma de NEC PC-Engine CD.
Symphony of the Night fue un importante hito en la serie Castlevania. Revolucionó la franquicia por completo, alejándose de la fórmula estándar de plataformas «nivel por nivel» establecida por sus antecesores, exceptuando Castlevania II de NES (del cual toma muchas pautas), e introdujo un nuevo estilo de juego combinado con elementos RPG que sería imitado por casi todos los títulos que siguieron a este episodio. El desarrollo de todas sus características se atribuye a Koji Igarashi, el director del juego y uno de los miembros más jóvenes del equipo en ese entonces. Igarashi, un gran fanático de los juegos en 2D, se encargó de refinar el planteamiento de control del juego. Otros miembros notables del equipo fueron la diseñadora de personajes e ilustradora Ayami Kojima y la compositora Michiru Yamane.

## Jugabilidad
La jugabilidad en Symphony of the Night se adhiere a los preceptos estándar de los juegos de plataforma 2D. El protagonista del juego es el Vampiro Alucard, cuyos movimientos básicos son atacar con múltiples armas y saltar. Al explorar el castillo y ganar experiencia se aprenden nuevas habilidades (Richter y María no). Los usuarios que escriben cualquier nombre que no sea Richter ni María en los nombres de usuario (o lo deja en blanco, lo que cambia al nombre original) podrá jugar con él.
La exploración del castillo, lugar en el que se desarrolla el juego, es un proceso abierto-cerrado, ya que no se atiene a los clásicos stages o mundos del ya desaparecido sistema side scroll, donde el trayecto en un escenario era irreversible. El jugador está en la libertad de explorar áreas adyacentes del castillo (áreas que no guían directamente al jefe final o al final del juego) y a veces hay que volver a pasar por áreas ya visitadas después de adquirir nuevas habilidades.
Los elementos RPG promueven la exploración desde que Alucard puede aumentar sus atributos. Por ejemplo, ciertas armas y artículos especiales se encuentran en áreas que se hacen accesibles con el uso de alguna habilidad especial (por ejemplo el doble salto). Al empezar el juego por primera vez, estas áreas son imposibles de alcanzar una vez encontradas.
Los usuarios que escriben Richter o María en los nombres de usuario pueden seleccionar a esos personajes, usa la interfaz y los poderes del juego anterior, no sube de nivel, comprar ni vender objetos ni acceder al menú principal al pausar el juego, pero son inmunes a cambios de estado. Es posible usar combinaciones para acceder a lugares inaccesibles en donde Alucard puede acceder mediante habilidades. No todos los lugares son accesibles para Richter ni para María. El sistema de vidas y puntuación utilizados en Castlevania: Rondo of Blood no valen en este juego.
La no linealidad de este juego logró ser uno de sus aspectos más aclamados. La prensa especializada en videojuegos a menudo compara el diseño de juego de Symphony of the Night con el ya conocido Metroid, lo que condujo a la invención del término Metroidvania (fusión de los términos Metroid y Castlevania).

### Argumento
Todo comienza en el año 1792, con la victoria de Richter Belmont sobre el Conde Drácula. Cinco años después de este acontecimiento (1797), Richter desaparece misteriosamente. Sin saber por dónde empezar a buscar, María Renard (cuñada de Richter) emprende un viaje para descubrir su paradero.
Después de un año de búsqueda, Castlevania (el castillo de Drácula, que aparece una vez cada 100 años) surge de entre la niebla en el lugar por donde María Renard pudo haber pasado en su búsqueda, como si le estuviera mostrando el camino. Ella decide entrar al castillo y continuar con su búsqueda.
Resulta que la desaparición de Richter y la aparición del castillo a destiempo son obra del oscuro sacerdote Shaft, siervo fiel de Drácula, quien toma control de la mente de Richter y le hace creer que él es el señor del castillo. Una entidad maligna conocida como Chaos, que cambia de forma en cada reencarnación, toma la apariencia de Castlevania y causa más estragos.
Mientras esto sucede, espíritus inmundos están peleando por el alma de un hombre llamado Alucard, quien se encontraba en un estado de hibernación autoinducido, o más bien en un sueño profundo, del cual despertó debido al desequilibrio entre las fuerzas del bien y el mal (el cambio de Richter de bueno a malo). Sin una idea clara de lo que ocurre en el castillo, Alucard decide ir allí para investigar.
El resto de la historia se desarrolla a medida que el jugador se sumerge en el juego.
Alucard es el hijo de Drácula, cuya madre humana, Lisa, falleció a manos de ciudadanos escépticos que la acusaron de brujería. Esto llevó a Alucard a buscar a su padre para exigirle una explicación por lo sucedido.

### Personajes
- Alucard (Adrian Fahrenheit Tepes): Es el personaje principal de Symphony of the Night. Su padre Drácula sentía odio por los humanos, pero su madre Lisa no. De hecho esta al morir le dijo: No destruyas a los humanos tomando esto como criterio. Como el criterio de su padre no era igual al suyo, este decidió ponerse el sobrenombre Alucard (el cual significa Drácula al revés) para indicar que él es todo lo contrario a lo que es su padre. Este, con la idea de evitar que los humanos fuesen víctima de sus poderes vampíricos, se sumerge en un sueño profundo, del cual despertó por los sucesos relacionados con el castillo. Se pone en marcha al mismo para saber que acontece.

- María Renard: Cuñada de Richter. En el año 1792 (año donde se desarrolla Rondo of Blood), María y su hermana Anette (esposa de Richter) fueron capturadas junto con otras mujeres jóvenes y llevadas al Castillo de Drácula. Richter Belmont logra salvarlas de manos de Shaft quien quería hechizarlas (menos a Anette, irónicamente). En el año 1797 después de la desaparición de Richter, esta decide viajar en su búsqueda hasta que encuentra a Castlevania y ahí descubre lo que ha pasado con su cuñado. Con la ayuda de Maria, Alucard logra liberar a Richter del control de Shaft y derrota a Drácula. María está enamorada de Alucard, se puede ver en el final número 4. Si se escribe su nombre en los nombres de usuario, se podrá jugar con ella utilizando poderes e interfaz del juego anterior. Utiliza una serie de objetos y el Item Crash y puede hacer el doble salto e invocar palomas para atacar al enemigo.

- Richter Belmont: Es el más reciente descendiente directo del clan Belmont quienes se ha dedicado a combatir al Conde Drácula por generaciones. La razón de su desaparición 5 años después de haber matado al Conde Drácula es simple: El Sacerdote Oscuro Shaft (quien supuestamente había muerto a manos de Richter en Rondo of Blood) toma control de su mente y le hace creer que él es el Amo del Castillo Castlevania, teniéndolo dentro del mismo como parte de una estrategia. Afortunadamente Alucard, con ayuda de María Renard, logra rescatarlo. Si se escribe su nombre en los nombres de usuario, se podrá jugar con él utilizando poderes e interfaz del juego anterior. Utiliza el matavampiros, una serie de objetos y el Item Crash.

- Lisa (Ilona Elizabeth Szilagy): Era la madre de Alucard. Se asume que tenía supuestos conocimientos de medicina. Es posible que su vinculación y romance con el Conde Drácula pudo haber sido la causa de su muerte en la hoguera siendo acusada de bruja. El último mensaje que esta le dio a Alucard fue: no destruyas a los humanos.

- El Conde Drácula (Vlad Tepes): Es el principal antagonista de los juegos de Castlevania. Revivido por Shaft decide continuar sus planes justo donde Richter Belmont le puso fin 4 años atrás. Luego de la pelea que entabló con Alucard, este recapacita justo antes de morir a manos de su hijo y comprende la razón de su comportamiento, el cual se debe a las últimas palabras de Lisa, su madre.

- Shaft: el Sacerdote Oscuro, es el responsable de la resurrección de Drácula y la desaparición de Richter. Shaft capturó a Richter como parte de un plan: los Belmonts son los cazadores de vampiros más poderosos de todos, ningún otro puede contra ellos. Si un Belmont protegía el castillo contra el ataque de otro cazador de vampiros mientras Shaft preparaba el ritual, la resurrección de Drácula podía llevarse a cabo con mayor seguridad y sin ningún tipo de interrupciones. Esta fue la razón, pero aunque Drácula logró ser revivido después de todo, Alucard terminó por vencerlo.

Existen otros personajes secundarios o más bien circunstanciales que no dejan de ser importantes en la historia del juego. Por ejemplo:
- El Barquero: Ha hecho aparición en varios títulos de la saga de Castlevania. Su rol en el juego es muy simple: Esperar al héroe para transportarlo a través de un río (cuando nadar no es una opción). A veces, para invocarlo se necesitan artículos específicos (como en este juego por ejemplo). Sin embargo, llevará al héroe a donde este quiera ir.

- El Maestro Bibliotecario: Es un anciano avaro encargado de la gran biblioteca del castillo, donde el Conde Drácula mantiene su vasta colección de encantadas y prohibidas piezas de literatura. En el juego, aparece como comerciante, comprando piedras preciosas y vendiendo al jugador artículos junto con un poco de información. Cuando el jugador conoce al Bibliotecario por primera vez, este parece serle leal a Drácula, insinuándole a Alucard que no atente contra los planes de su padre. Sin embargo, su complicidad fue fácilmente comprada cuando Alucard le ofreció dinero y joyas a cambio de su ayuda.

- Succubus: Propiamente dicho, es un demonio que tiende a engañar y sustentar actos sexuales con hombres para absorber sus energías vitales, bajo la apariencia de una mujer. Es uno de los demonios bajo el liderato del conde Drácula. Esta atrapa a Alucard en una especie de dimensión de pesadilla, en la cual, haciéndose pasar por Lisa (la madre de Alucard) en sus últimos momentos de vida en la hoguera, entabla una conversación donde el jugador conoce un poco más acerca del pasado de nuestro protagonista. Cuando Alucard se da cuenta de que su madre en realidad es un espejismo creado por Succubus, empieza el combate. Luego de que Alucard sale victorioso en la batalla contra Succubus, esta lo reconoce como el hijo de su señor pidiendo perdón, pero Alucard enfurecido porque el demonio jugó con la imagen de su madre termina eliminándola.

- La Muerte: Es la mano derecha del conde Drácula. Cuando Alucard entra al castillo es confrontado por Muerte. Ya que Alucard es el hijo de Drácula, Muerte intenta convencerlo para que detenga su ataque y retroceda. Rehusando Alucard hacerle caso a Muerte, esta, con la intención de dificultar el paso y hacerlo retroceder, le quita todas sus armas y equipo esparciéndose por todo el castillo.

### Música
La compositora Michiru Yamane, que ya había creado anteriormente la banda sonora de Castlevania: Bloodlines, fue la encargada de la música de este videojuego.
Cada sección del castillo tiene su banda sonora única, relacionada con el mismo ambiente del lugar. Por ejemplo, en una catedral se puede escuchar música hecha con órgano de tubos, en una cueva, música tranquila, y en las batallas con los jefes o Bosses el rock alternativo clásico de los juegos de acción japoneses, todo con el entorno a la perfección. De hecho las pistas fueron tan cautivadoras, que el juego tiene su propio álbum llamado Dracula X: Nocturne in the Moonlight OST para que las piezas pudiesen ser apreciadas sin necesidad de jugar.

## Versiones
Las versiones americanas y europeas del juego contienen algunos cambios menores con respecto al lanzamiento inicial japonés. En las versiones en inglés, la secuencia prólogo se titula «Bloodlines». Esta es la fase final del juego, de la cual toma el nombre y que es una secuela directa. En la versión japonesa, esta fase se titula «Rondo of Blood», el nombre de la fase final de la versión japonesa de Akumajō Dracula X Chi no Rondo y Castlevania: Dracula X Chronicles. Las versiones en inglés de estos juegos también modificaron el nombre de la fase final a «Bloodlines».
La versión japonesa cuenta con dos familiares que fueron eliminados en las otras versiones: el Sprite familiar y el Nose Devil familiar. El Sprite es una modificación del Fairy que puede cantar una canción. En la versión de Saturn, es necesario tener la Lyric Card para que pueda cantar y sentarse en cualquiera de los sillones dispersos por el castillo, como en el confesionario o la biblioteca, y esperar varios minutos hasta que el Sprite vuele y se posicione justo detrás de Alucard. En la versión de PlayStation, el jugador no necesita ningún ítem. El familiar Nose Devil es similar al Devil, pero con un aspecto y voz diferentes. Las versiones del juego que salieron fuera de Japón no contaban con el Sprite, ya que era esencialmente idéntico al Fairy, y el Nose Devil se retiró porque trataba un tema de la cultura popular japonesa que el resto del mundo no iba a entender, además de ser esencialmente idéntico al Devil. Debido a la eliminación de estos familiares, algunos ítems han cambiado de posición en las versiones en inglés. También cabe destacar la calidad del doblaje de los personajes: es excelente en la versión japonesa pero deficiente en la versión occidental, además de varios errores de traducción. Esto se puede ver claramente en las palabras que Succubus dice a Alucard cuando es derrotada en batalla. Además, existe una reliquia que permite a Alucard moverse más rápido, pero que solo está disponible en la versión de Sega Saturn.
La versión japonesa incluía un pequeño cómic basado en el juego, un artbook y la banda sonora completa del juego. La versión en japonés también permitía desbloquear entrevistas con los dobladores. La versión en América del Norte no recibió ninguna de estas bonificaciones, pero el artbook y un disco con una recopilación de música de juegos anteriores de la saga Castlevania acompañaban a una edición especial de la copia europea. Las entrevistas se sustituyeron por una pista con pruebas de sonido, que también permitía a los jugadores escuchar cualquiera de las canciones del juego. En la edición japonesa de Sega Saturn, cuando oprimes Start, se abre un menú de opciones que permite acceder al Sound Test y escuchar las canciones del juego. En la versión occidental, solo puedes acceder a este menú cuando te encuentras con el Master Librarian. Además, para ver el mapa del castillo en la versión japonesa de Sega Saturn, debes oprimir Start, abrir el inventario y oprimir el gatillo L; en la versión de PlayStation, solo tienes que oprimir Select y el mapa aparece superpuesto en la pantalla de juego. Además, el menú Tactics en las opciones del Master Librarian no existe en la edición de Saturn.
Por último, en la escena donde encontrabas a María Renard tras resolver el acertijo de la habitación del reloj en el área de Marble Gallery, en la versión occidental ella te da las gafas con las que podrás salvar a Richter, mientras que en la versión de Sega Saturn, ella te pone a prueba antes de dártelas, librando una batalla de jefe. Esto se respetó en la reedición de PSP, pero en la de PlayStation 1 se omitió, limitándose a la conversación entre ella y Alucard.
Sobre las versiones puestas a la venta, primero se lanzó la versión de PSone en 1997, y al año siguiente en Sega Saturn. La versión para PlayStation es superior a nivel gráfico, ya que en la versión para Saturn los personajes y escenarios lucen peor. Esto se debe, según la propia Konami, a que el port de Saturn no fue hecho por las mismas personas que hicieron la versión inicial para PlayStation. Otra diferencia, pero esta vez a favor de Saturn, es la posibilidad de jugar con María y Ritchter Belmont desde el principio sin necesidad de trucos (en la versión para PSone sólo se puede jugar con Richter una vez concluido el juego mediante un truco y no se puede jugar con María de ningún modo).
En 2007, fue lanzado en el Bazar de Xbox Live un port de Castlevania: Symphony of the Night para Xbox 360, conservando las voces originales del juego de PlayStation en inglés (EE. UU.), pero con los diálogos y textos traducidos al castellano. Es la misma versión que sale como extra en PSP en Castlevania: The Dracula X Chronicles ese mismo año (mirar a continuación).
En 2007, fue lanzado en PSP el juego Castlevania: The Dracula X Chronicles, un recopilatorio que incluye como juego principal el Rondo of Blood en versión remake en 3D y también el original como recompensa al haberlo completado, además se puede desbloquear el Castlevania: Symphony of the Night, donde este último ha sufrido la modificación total tanto de textos en inglés y castellano, como en las voces de los actores del doblaje americano. La mayor referencia puede verse en la sustitución de dos frases al inicio del juego; «Die monster. You don't belong in this world!» y «What is a man?».
El 12 de diciembre de 2012 Konami puso a la venta en la tienda europea de PlayStation Store de PlayStation 3 y PlayStation Portable el juego Castlevania: Symphony of the Night, título que ya llevaba dos años a la venta en la PlayStation Store americana y japonesa.
En octubre de 2018 Konami lanza en exclusiva para PlayStation 4 “Castlevania Requiem: Symphony of the Night & Rondo of Blood”, una remasterización de ambos juegos originales en varios idiomas (incluidos textos en castellano), cambiando las voces del primero por una nueva interpretación al inglés más fiel al original japonés (lo mismo los textos) y el último usando la misma traducción aparecida en la versión “extra” del Castlevania: The Dracula X Chronicles para PSP pero usando las voces del Remake en 3D. No se incluyen más extras en la recopilación a excepción de unos filtros gráficos para los juegos. Una de las novedades implementadas a los juegos ha sido la forma en la que se ha ajustado la vibración del mando y el añadido de sonidos que salen del altavoz de éste, consiguiendo transmitir una excelente sensación de contundencia a los golpes dados además de peso a los saltos que realizamos, haciendo más inmersiva la jugabilidad y haciendo muy interesante a las manos del jugador.
El 4 de marzo de 2020 Konami lanzó Castlevania: Symphony of the Night para dispositivos con sistema operativo iOS y Android. Esta versión es un port de la remasterización incluida en Castlevania: The Dracula X Chronicles lanzada para PSP. La versión móvil cuenta con una interfaz adaptada para pantallas táctiles, contiene traducciones a 6 idiomas (japonés, alemán, inglés, español, francés e italiano), contiene "logros" para desbloquear, es compatible con controles de juego y añade una opción para "Continuar" en lugar de volver al último punto de guardado cuando el indicador de HP llega a 0.